# Crézilles
Crézilles est une commune française située dans le département de Meurthe-et-Moselle en région Grand Est.

## Géographie
Le territoire est en arrosé par les cours d'eau suivants : la Bouvade (3,846 km), le Ruisseau de Poisson (2,381 km), le Ruisseau des Ormes (0,703 km), le Ruisseau de Gondervau (1,784 km), le Ruisseau de la Charmotte-Treves (1,671 km), le Ruisseau de la Grande Prairie (0,287 km), le Ruisseau de l'Etang la Roche (0,321 km).
D'après les données Corinne land Cover, le ban communal de 955 hectares, situé à 230 mètres d'altitude, comporte essentiellement des terres arables (29 %) et des prairies (37 %), ainsi que des forêts (30 %) et zones habitées (4 %). La desserte se fait par la route départementale 12c qui relie le bourg à ses communes voisines et qui a cédé sa place à l'autoroute A31 dans son tracé nord-sud coupant le ban communal en deux parties. (fig. - 1).
Au XIXe siècle, l'Abbé Grosse indique que trois moulins à grain employant soixante personnes fonctionnaient notamment sur les ruisseaux de la Bouvade et de Poisson.

Fig. 1 - Crézilles (ban communal).

### Localisation
Sa latitude est de 48,585 degrés nord et sa longitude de 5,881 degrés est.

### Communes limitrophes
Les villages proches de Crézilles sont : Moutrot à 2,2 km ; Bulligny à 2,5 km ; Bagneux à 2,9 km ; Gye à 3,9 km.
| Blénod-lès-toul | Moutrot   |        |
| Bulligny        | Crézilles | Ochey  |
|                 | Bagneux   | Allain |

### Hydrographie
La commune est dans le bassin versant du Rhin au sein du bassin Rhin-Meuse. Elle est drainée par la Bouvade, le ruisseau de Gondervau, le ruisseau de la Charmotte Treves, le ruisseau de la Grande Prairie, le ruisseau de l'Étang la Roche, le ruisseau de Poisson et le ruisseau des Ormes,.
La Bouvade, d'une longueur de 20 km, prend sa source dans la commune de Bagneux et se jette  dans la Moselle à Bicqueley, après avoir traversé sept communes. 

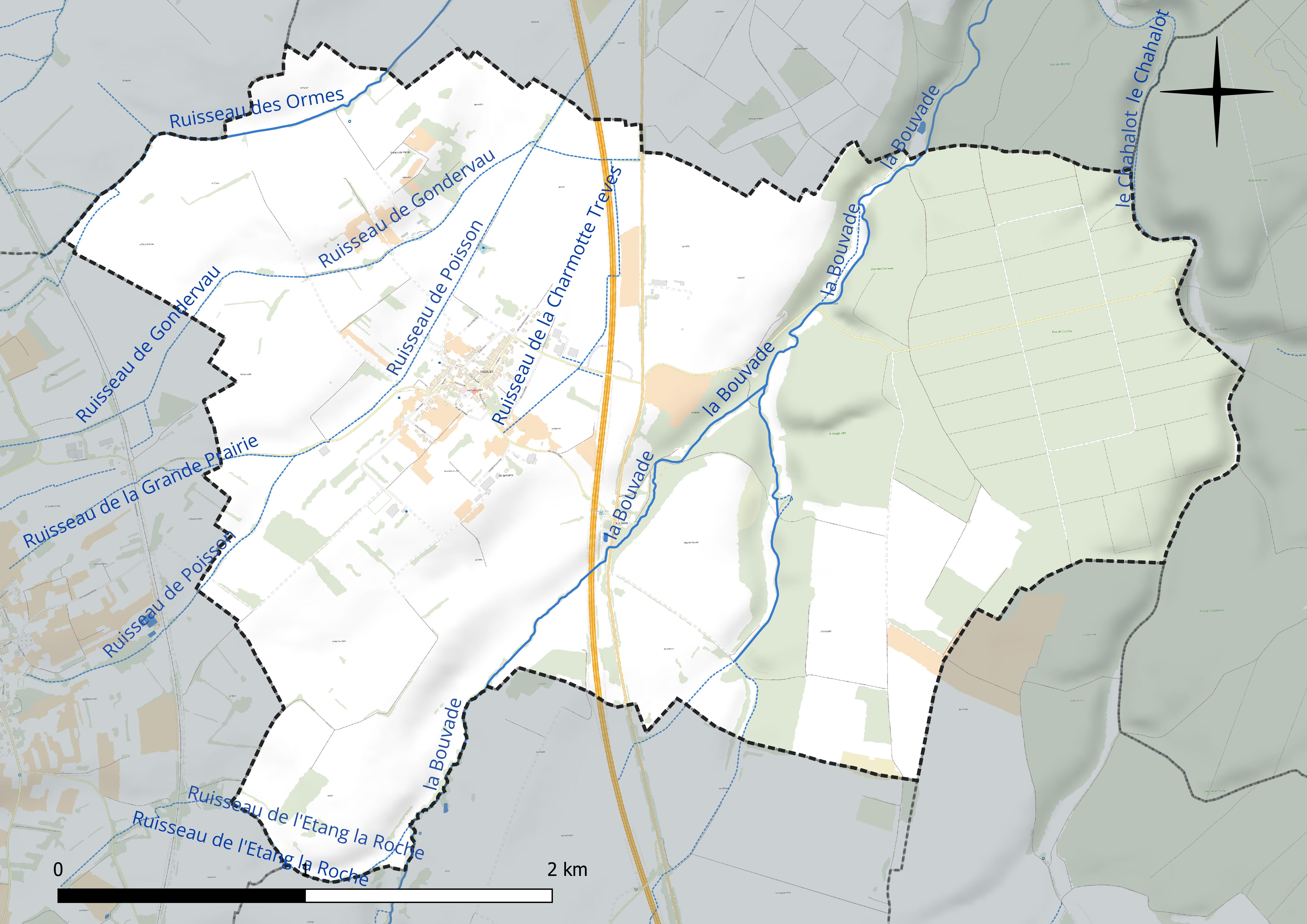
Réseau hydrographique de Crézilles.

### Climat
Pour des articles plus généraux, voir Climat du Grand Est et Climat de Meurthe-et-Moselle.
En 2010, le climat de la commune est de type climat des marges montargnardes, selon une étude du Centre national de la recherche scientifique s'appuyant sur une série de données couvrant la période 1971-2000. En 2020, Météo-France publie une typologie des climats de la France métropolitaine dans laquelle la commune est exposée à un climat océanique altéré et est dans la région climatique  Lorraine, plateau de Langres, Morvan, caractérisée par un hiver rude (1,5 °C), des vents modérés et des brouillards fréquents en automne et hiver. 
Pour la période 1971-2000, la température annuelle moyenne est de 9,6 °C, avec une amplitude thermique annuelle de 16,9 °C. Le cumul annuel moyen de précipitations est de 868 mm, avec 12,7 jours de précipitations en janvier et 9,3 jours en juillet. Pour la période 1991-2020, la température moyenne annuelle observée sur la station météorologique de Météo-France la plus proche, « Nancy-Ochey », sur la commune d'Ochey à 5 km à vol d'oiseau, est de 10,5 °C et le cumul annuel moyen de précipitations est de 810,4 mm. 
La température maximale relevée sur cette station est de 39,6 °C, atteinte le 25 juillet 2019 ; la température minimale est de −19,1 °C, atteinte le 12 janvier 1987,,. 
Les paramètres climatiques de la commune ont été estimés pour le milieu du siècle (2041-2070) selon différents scénarios d'émission de gaz à effet de serre à partir des nouvelles projections climatiques de référence DRIAS-2020. Ils sont consultables sur un site dédié publié par Météo-France en novembre 2022.

## Urbanisme

### Typologie
Au 1er janvier 2024, Crézilles est catégorisée commune rurale à habitat dispersé, selon la nouvelle grille communale de densité à sept niveaux définie par l'Insee en 2022.
Elle est située hors unité urbaine. Par ailleurs la commune fait partie de l'aire d'attraction de Nancy, dont elle est une commune de la couronne,. Cette aire, qui regroupe 353 communes, est catégorisée dans les aires de 200 000 à moins de 700 000 habitants,.

### Occupation des sols
L'occupation des sols de la commune, telle qu'elle ressort de la base de données européenne d’occupation biophysique des sols Corine Land Cover (CLC), est marquée par l'importance des territoires agricoles (65,6 % en 2018), en diminution par rapport à 1990 (69,5 %). La répartition détaillée en 2018 est la suivante : prairies (37 %), forêts (30,5 %), terres arables (22,8 %), zones agricoles hétérogènes (5,9 %), zones urbanisées (3,9 %). L'évolution de l’occupation des sols de la commune et de ses infrastructures peut être observée sur les différentes représentations cartographiques du territoire : la carte de Cassini (XVIIIe siècle), la carte d'état-major (1820-1866) et les cartes ou photos aériennes de l'IGN pour la période actuelle (1950 à aujourd'hui).

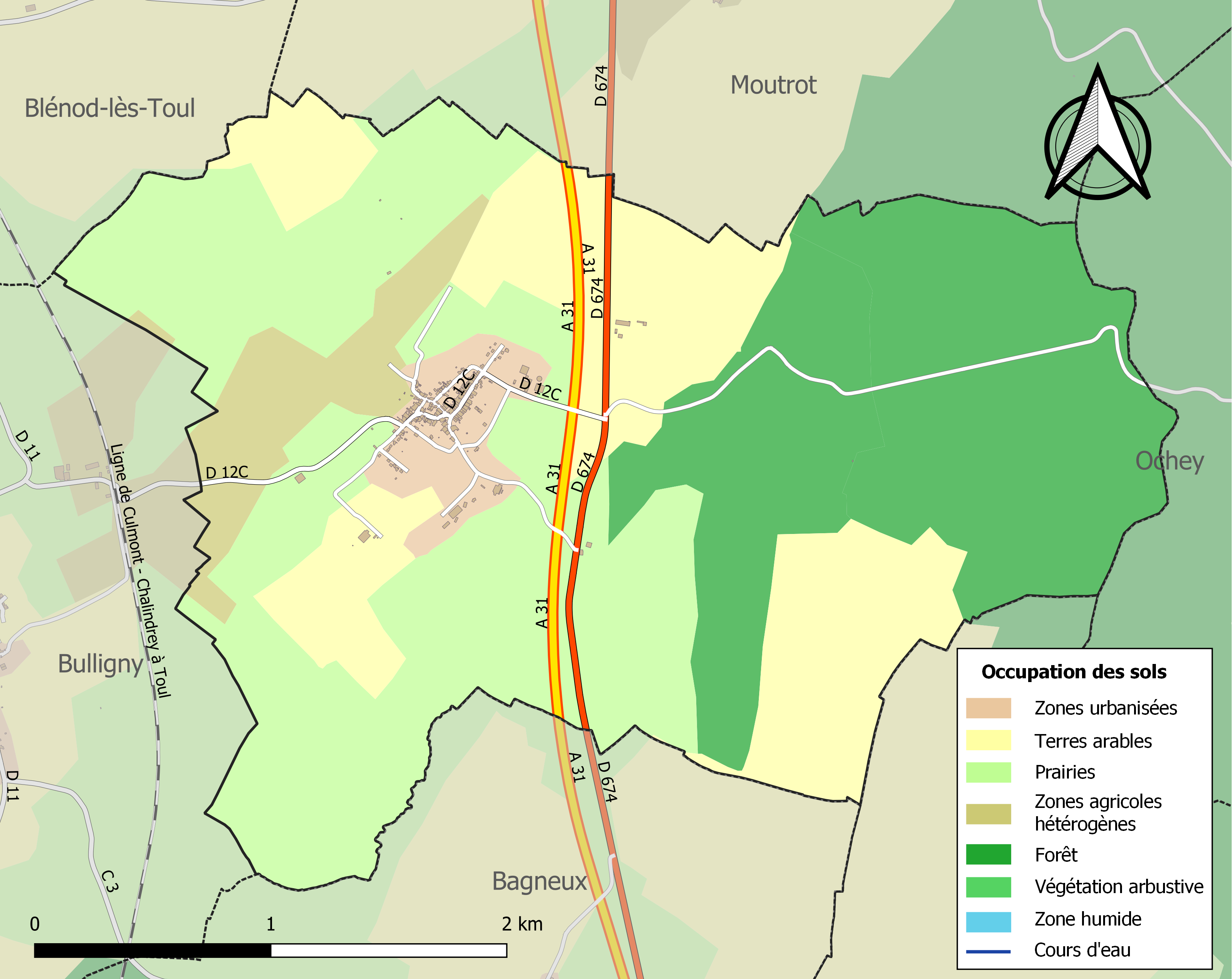
Carte des infrastructures et de l'occupation des sols de la commune en 2018 (CLC).

## Toponymie
Crézilles apparaît d'abord avec les noms latins Crusiolis (1058) et Cruciolis (1065) ; les premières formes françaises sont contemporaines : « Crusiole » en 1069, « Crusille » en 1094, puis l'on a « Crezille » en 1350, « Crezile » en 1408, « Crésil » en 1594 : la graphie actuelle n'est fixée qu'en 1862.
Le terme est le diminutif, au pluriel, de crux, croix, et signifie donc « petites croix ».

## Histoire

### Préhistoire
Joanne  Adolphe rapporte dans son ouvrage "Géographie, histoire, statistique et archéologie des départements de la France" la découverte de silex taillés sur des "stations celtiques" dans les communes de Crézilles, Andilly, Allain et Villey-saint-Etienne, ce qui indiquerait une occupation sur le territoire de la commune à l'instar des grottes de Pierre-la-Treiche.

### Antiquité
La proximité de la via Agrippa semble avoir favorisé un développement d'infrastructures pendant la pax Romana sur le territoire communal.
E. Olry rapporte, en effet, dans un mémoire de la société d'archéologie lorraine, la découverte des restes de ce qui lui semblait être  un complexe de type « bains romains » au lieu-dit « Au quart des thermes » et Les répertoires historiques et archéologiques précisent que les artéfacts suivant, provenant des lieuxdits A la Sarrazinière, aux Petites Pièces, à la Conneau, ont été offerts au Musée lorrain de Nancy :
Un petit bronze de Constantin, un denier d'argent de Nerva, quatre briques, un pied de vase gallo-romain estampillé CVRIANAE,  une clavette et divers bras de statue, trouvés aux Thermes ainsi qu'une broche, de la Sarrasinière.

### Époque contemporaine
Henri Lepage indique dans son dictionnaire :
«Il parait que ce village fut longtemps abandonné, cet abandon avait eu lieu à la suite des guerres du XVIIe siècle, qui avaient ruiné et dépeuplé presque toutes les localités qui composaient la prévôté de Gondreville»

## Politique et administration
| Période                                  | Période                   | Identité                                      | Étiquette | Qualité      |
| ---------------------------------------- | ------------------------- | --------------------------------------------- | --------- | ------------ |
| Les données manquantes sont à compléter. |                           |                                               |           |              |
| mars 2001                                | 2014                      | Alain Lallemant                               |           |              |
| avril 2014                               | En cours (au 26 mai 2020) | Patrick Aubry, Réélu pour le mandat 2020-2026 |           | Ancien cadre |

## Population et société

### Démographie
L'évolution du nombre d'habitants est connue à travers les recensements de la population effectués dans la commune depuis 1793. Pour les communes de moins de 10 000 habitants, une enquête de recensement portant sur toute la population est réalisée tous les cinq ans, les populations de référence des années intermédiaires étant quant à elles estimées par interpolation ou extrapolation. Pour la commune, le premier recensement exhaustif entrant dans le cadre du nouveau dispositif a été réalisé en 2004.

En 2022, la commune comptait 301 habitants, en évolution de +9,06 % par rapport à 2016 (Meurthe-et-Moselle : −0,13 %, France hors Mayotte : +2,11 %).
| 1793 | 1800 | 1806 | 1821 | 1831 | 1836 | 1841 | 1846 | 1851 |
| ---- | ---- | ---- | ---- | ---- | ---- | ---- | ---- | ---- |
| 247  | 277  | 291  | 298  | 337  | 381  | 392  | 387  | 382  |

| 1856 | 1861 | 1872 | 1876 | 1881 | 1886 | 1891 | 1896 | 1901 |
| ---- | ---- | ---- | ---- | ---- | ---- | ---- | ---- | ---- |
| 335  | 357  | 327  | 314  | 312  | 323  | 295  | 271  | 254  |

| 1906 | 1911 | 1921 | 1926 | 1931 | 1936 | 1946 | 1954 | 1962 |
| ---- | ---- | ---- | ---- | ---- | ---- | ---- | ---- | ---- |
| 244  | 255  | 235  | 228  | 203  | 205  | 200  | 211  | 221  |

| 1968 | 1975 | 1982 | 1990 | 1999 | 2004 | 2006 | 2009 | 2014 |
| ---- | ---- | ---- | ---- | ---- | ---- | ---- | ---- | ---- |
| 185  | 163  | 166  | 199  | 224  | 258  | 276  | 256  | 285  |

| 2019 | 2022 | - | - | - | - | - | - | - |
| ---- | ---- | - | - | - | - | - | - | - |
| 294  | 301  | - | - | - | - | - | - | - |

## Économie
E. Grosse indique dans son ouvrage, vers 1836 :
« Surface territ. cadastrée, 953 hect., dont 617 en terres labour., 162 en forêts et 80 en prés. »
 ce qui indiquerait que l'économie était essentiellement agricole.

### Secteur primaire ouAgriculture
Le secteur primaire comprend, outre les exploitations agricoles et les élevages, les établissements liés à l’exploitation de la forêt et les pêcheurs.
D'après le recensement agricole 2010 du Ministère de l'agriculture (Agreste), la commune de Crézilles était majoritairement orientée sur l'élevage de bovins et la production de lait (auparavant sur la polyculture et le poly - élevage ) sur une surface agricole utilisée d'environ 446 hectares (en deçà de la surface cultivable communale) stable depuis 1988 - Le cheptel en unité de gros bétail s'est réduit de 428 à 411 entre 1988 et 2010. Il n'y avait plus que 5 exploitations agricoles ayant leur siège dans la commune employant 8 unités de travail.(10 exploitations/10 unités de travail en 1988)

## Culture locale et patrimoine

### Lieux et monuments

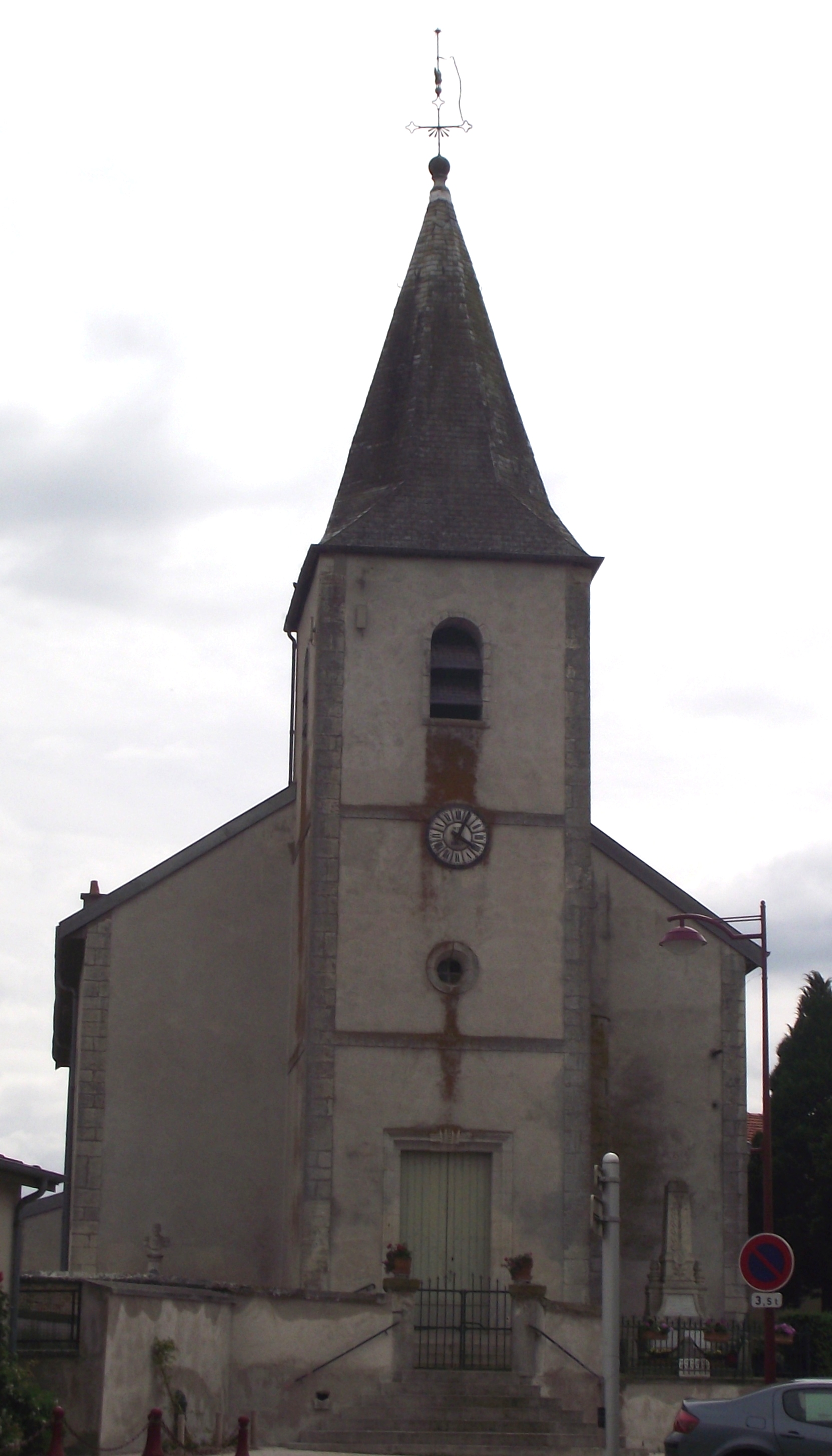
Église de Crézilles.

- Nombreux vestiges gallo-romains trouvés au XIXe siècle le long de l'ancienne voie de Lyon à Trèves : existence de thermes.
- Église Saint-Gengoult XVIIIe siècle, remaniée XIXe siècle.
- Deuille de Crézilles, résurgence de l'Aroffe.

### Personnalités liées à la commune
- Dominique Millot, général français (1782 - 1850).

### Héraldique
| Blason de Crézilles | Blason  | Blasonnement : coupé d'or à la bande de gueules chargée de trois alérions d'argent, et de gueules à trois coquilles d'argent 2 – 1 |
| Blason de Crézilles | Détails | Le statut officiel du blason reste à déterminer.                                                                                   |